# Malacoctenus boehlkei
Malacoctenus boehlkei is een straalvinnige vissensoort uit de familie van slijmvissen (Labrisomidae). De wetenschappelijke naam van de soort is voor het eerst geldig gepubliceerd in 1959 door Springer.